# Großsteinbach
Großsteinbach ist eine Gemeinde mit 1297 Einwohnern (Stand 1. Jänner 2025) im Gerichtsbezirk Fürstenfeld bzw. politischem Bezirk Hartberg-Fürstenfeld in der Steiermark.

## Geografie
Großsteinbach liegt im oststeirischen Hügelland im Feistritztal. Der Fluss fließt in einer Meereshöhe von rund 300 Meter und bildet über weite Strecken die Grenze im Südwesten. Nach Nordosten steigt das Land zu bewaldeten Höhen von über 400 Meter an.
Die Gemeinde hat eine Fläche von 21,24 Quadratkilometer. Davon sind 46 Prozent landwirtschaftliche Nutzfläche und 43 Prozent sind bewaldet.

### Botanik

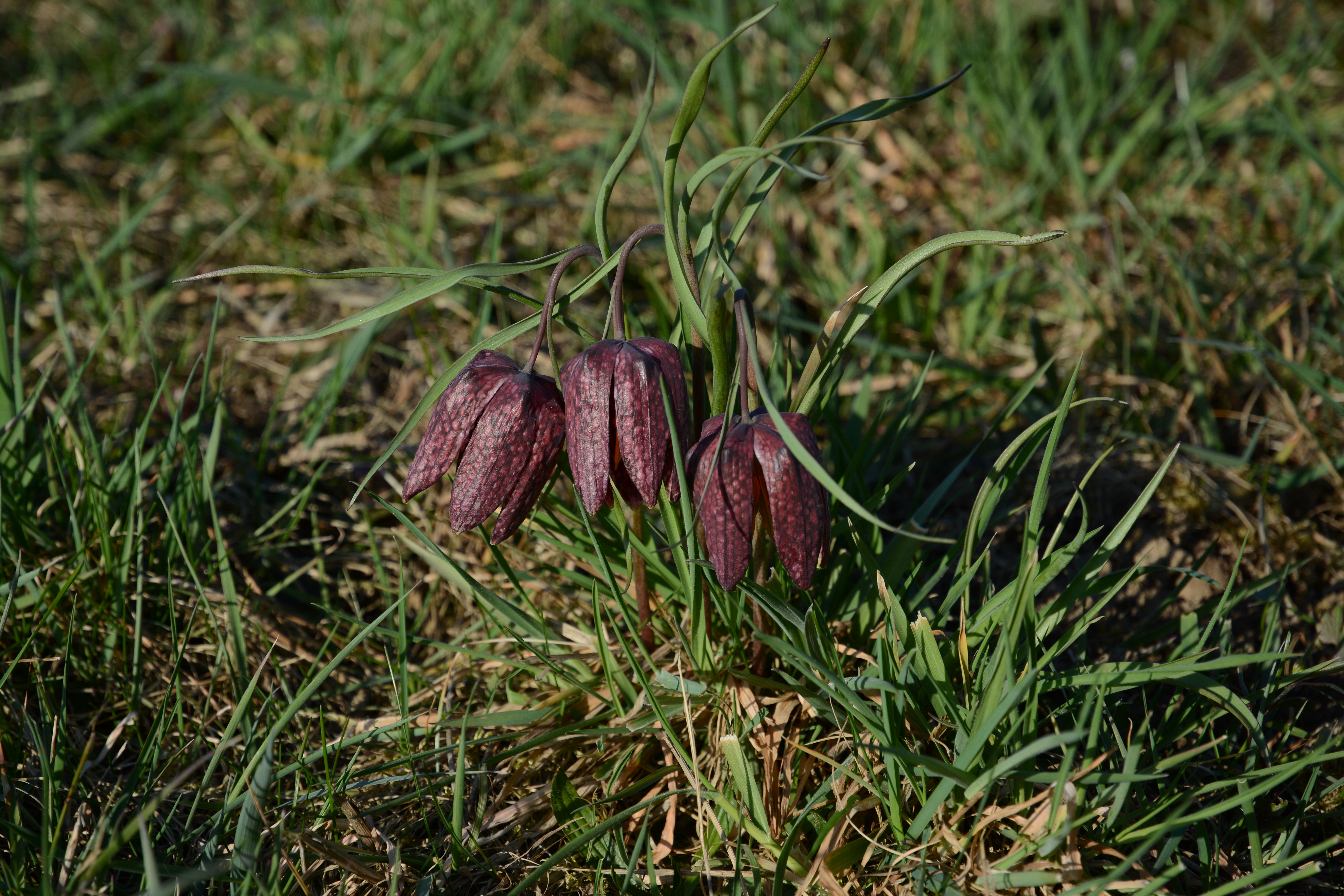
Schachblume (Fritillaria meleagris)

Die Schachblume kommt in der gesamten Steiermark nur im Gebiet von Großsteinbach vor. Sie blüht im Frühjahr (im Regelfall um den Frühlingsvollmond) für kurze Zeit und kann auf einer Wiese westlich vom Ortskern betrachtet werden. Das Pflücken der Pflanze ist strengstens verboten. Die Berg und Naturwacht Ortseinsatzstelle Großsteinbach ist für das Naturschutzgebiet verantwortlich und steht zur Zeit der Blüte für Fragen zur Verfügung.

### Gemeindegliederung
Die Gemeinde gliedert sich in drei Katastralgemeinden bzw. gleichnamige Ortschaften (Fläche Stand 31. Dezember 2023, Bevölkerung Stand 1. Jänner 2025):
- Großhartmannsdorf (855,42 ha; 325 Ew.)
- Großsteinbach (711,84 ha; 596 Ew.)
- Kroisbach (556,72 ha); Kroisbach an der Feistritz (376 Ew.)

### Nachbargemeinden
Die Gemeinde grenzt an fünf Nachbargemeinden, eine davon liegt im westlich gelegenen Bezirk Weiz (WZ).
| Feistritztal                   |                                             | Hartl           |
| Gersdorf an der Feistritz (WZ) | Kompassrose, die auf Nachbargemeinden zeigt |                 |
|                                | Ilz                                         | Großwilfersdorf |

## Geschichte
Die erste urkundliche Erwähnung von Großsteinbach findet sich im Reiner Stiftsurbar von 1395. Kroisbach und Großhartmannsdorf wurden bereits 1218 in einer Schenkungsurkunde erwähnt, als Ulrich von Stubenberg seine Anteile an den Dörfern dem Johanniterorden in Fürstenfeld schenkt. Die „Stainpacher pfarr“ wurde im Jahr 1400 erstmals erwähnt.
1968 erfolgte die Vereinigung der Gemeinden Großsteinbach, Großhartmannsdorf und Kroisbach zur Großgemeinde Großsteinbach.
Zur Gründungsgeschichte von Großhartmannsdorf siehe Schloss Feistritz.

### Bevölkerungsentwicklung
| Großsteinbach: Einwohnerzahlen von 1869 bis 2024    | Großsteinbach: Einwohnerzahlen von 1869 bis 2024 | Großsteinbach: Einwohnerzahlen von 1869 bis 2024 | Großsteinbach: Einwohnerzahlen von 1869 bis 2024 | Großsteinbach: Einwohnerzahlen von 1869 bis 2024 |
| --------------------------------------------------- | ------------------------------------------------ | ------------------------------------------------ | ------------------------------------------------ | ------------------------------------------------ |
| Jahr                                                |                                                  |                                                  |                                                  | Einwohner                                        |
| 1869                                                | 1869                                             |                                                  | 1.184                                            | 1.184                                            |
| 1880                                                | 1880                                             |                                                  | 1.221                                            | 1.221                                            |
| 1890                                                | 1890                                             |                                                  | 1.241                                            | 1.241                                            |
| 1900                                                | 1900                                             |                                                  | 1.225                                            | 1.225                                            |
| 1910                                                | 1910                                             |                                                  | 1.239                                            | 1.239                                            |
| 1923                                                | 1923                                             |                                                  | 1.195                                            | 1.195                                            |
| 1934                                                | 1934                                             |                                                  | 1.221                                            | 1.221                                            |
| 1939                                                | 1939                                             |                                                  | 1.178                                            | 1.178                                            |
| 1951                                                | 1951                                             |                                                  | 1.176                                            | 1.176                                            |
| 1961                                                | 1961                                             |                                                  | 1.159                                            | 1.159                                            |
| 1971                                                | 1971                                             |                                                  | 1.189                                            | 1.189                                            |
| 1981                                                | 1981                                             |                                                  | 1.284                                            | 1.284                                            |
| 1991                                                | 1991                                             |                                                  | 1.291                                            | 1.291                                            |
| 2001                                                | 2001                                             |                                                  | 1.357                                            | 1.357                                            |
| 2011                                                | 2011                                             |                                                  | 1.329                                            | 1.329                                            |
| 2021                                                | 2021                                             |                                                  | 1.268                                            | 1.268                                            |
| 2024                                                | 2024                                             |                                                  | 1.303                                            | 1.303                                            |
| Quelle(n): Statistik Austria, Gebietsstand 1.1.2021 |                                                  |                                                  |                                                  |                                                  |

## Kultur und Sehenswürdigkeiten

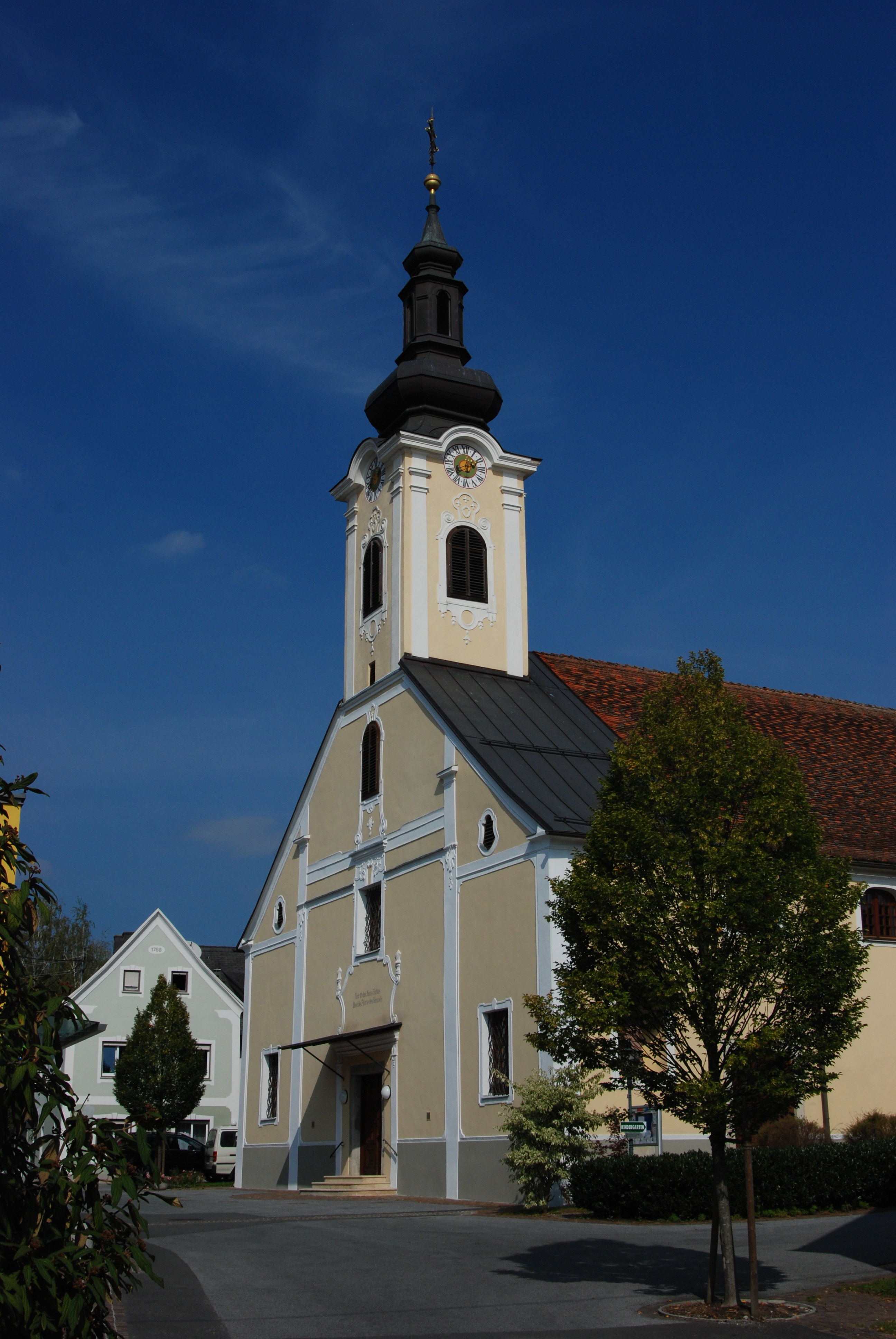
Pfarrkirche Großsteinbach

- Katholische Pfarrkirche Großsteinbach hl. Magdalena
- Pfarrhof Großsteinbach
- Ortskapelle hl. Johannes Nepomuk in Großhartmannsdorf
- Josefssäule und Mariensäule in Großsteinbach
- Ortskapelle hl. Florian in Kroisbach

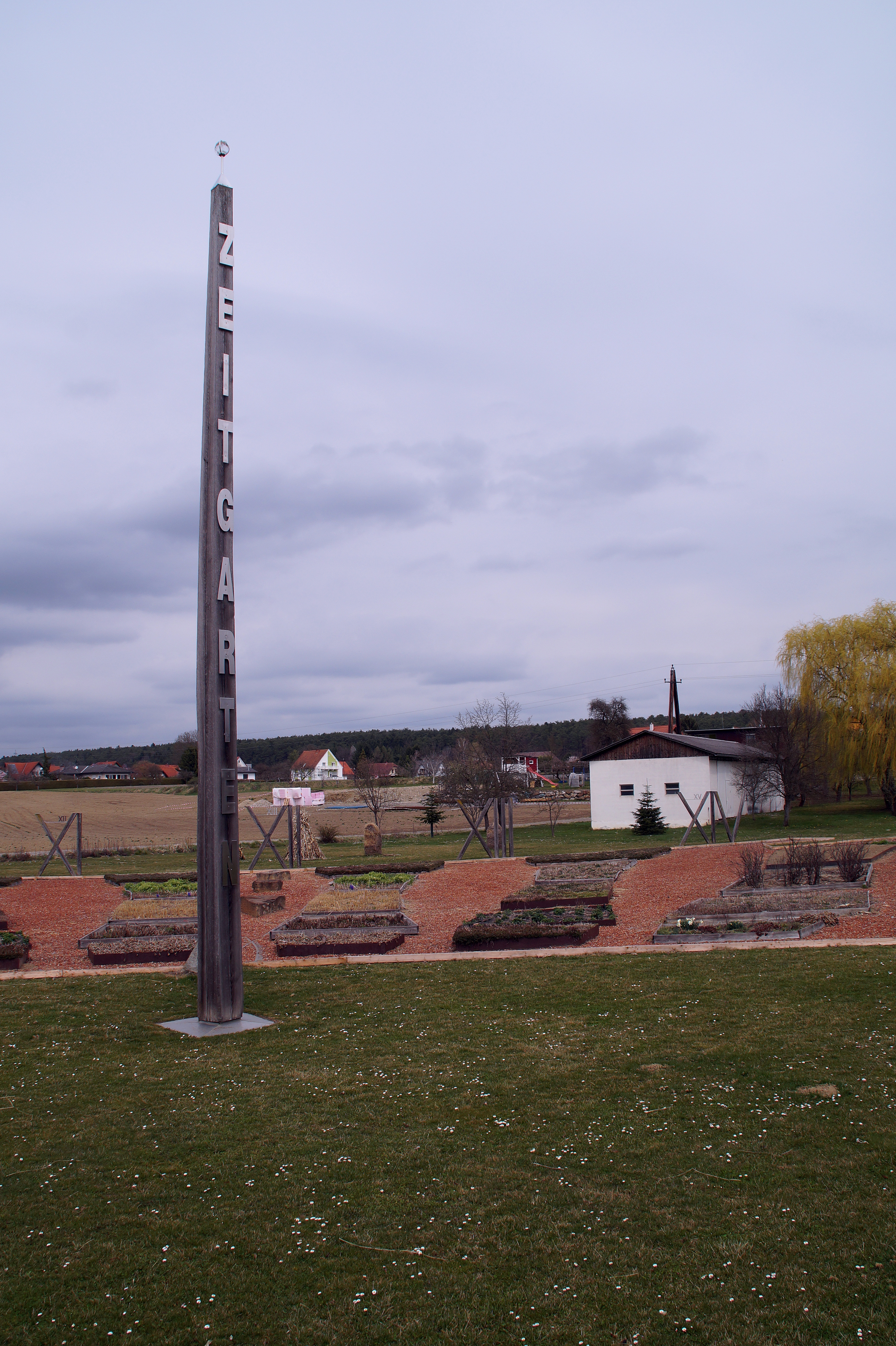
Zeitgarten Großsteinbach

- Zeitgarten: Parkanlage mit Blumenbeeten und einer „Landschaftssonnenuhr“. Diese wurde im Jahr 2004 anlässlich der Steirischen Landesausstellung „Die Römer“ errichtet und ist ein Modell der Sonnenuhr von Kaiser Augustus am Marsfeld in Rom im Maßstab 1:3[5]
- ESV Union Kroisbach
- Kapelle Großhartmannsdorf

Zusätzlich interessant ist das nahe an Großhartmannsdorf gelegene Haus mit der Nummer 8. Dies stellt ein Grundstück dar, auf dem ehemals Tabakwirtschaft betrieben wurde. Hier kann noch heute eine alte Tabakhütte, welche zu den größten der Region zählt, von außen besichtigt werden.

## Wirtschaft und Infrastruktur
In der Gemeinde gibt es zahlreiche Kleinunternehmen sowie eine große Trockenausbaufirma. In der Katastralgemeinde Großhartmannsdorf steht ein Gewerbepark zur Verfügung.
In der Gemeinde gibt es eine Kinderkrippe sowie einen Kindergarten (Erhalter Pfarre Großsteinbach) sowie eine Volksschule und eine Mittelschule.
Touristisches Zentrum ist der Freizeitsee mit Badestelle und Naturarena die für unterschiedliche Veranstaltungen sowie Hochzeiten benutzt wird. An den Freizeitsee angeschlossen befindet sich ein Stellplatz für Camper.
In der KG Großsteinabch befindet sich ein Sportzentrum mit zwei Fußballplätzen, drei Asphaltbahnen für Stocksport sowie drei Tennisplätzen. In den KGs Großhartmannsdorf und Kroisbach befinden sich Stocksportanlagen.
Eine Veranstaltungshalle für Konzerte, Hochzeiten und andere Veranstaltungen steht in Großsteinbach zur Verfügung.

## Politik

### Gemeinderat
Der Gemeinderat hat 15 Mitglieder.

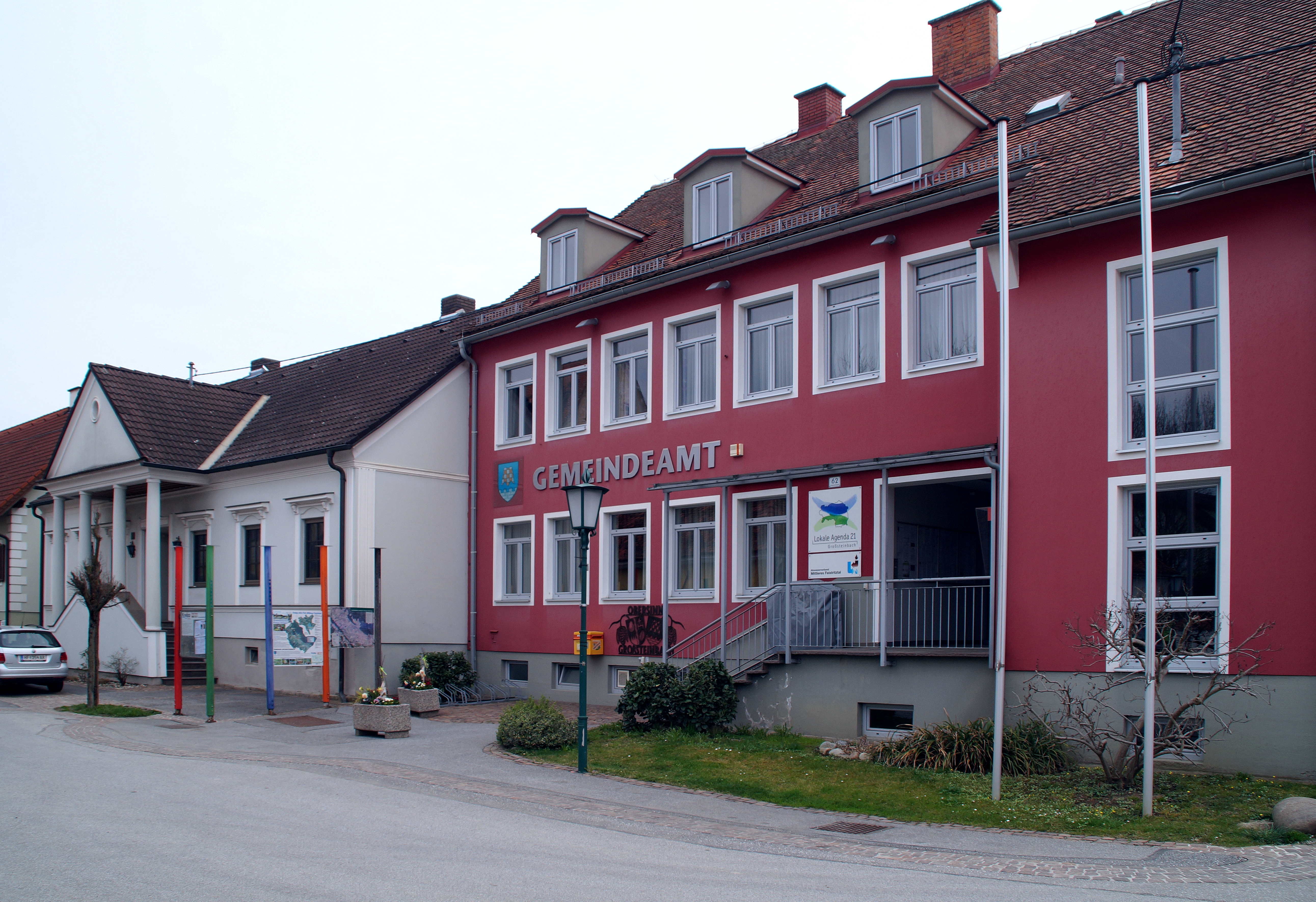
Gemeindeamt Großsteinbach

- Mit den Gemeinderatswahlen in der Steiermark 2000 hatte der Gemeinderat folgende Verteilung: 13 ÖVP, 1 FPÖ und 1 SPÖ.
- Mit den Gemeinderatswahlen in der Steiermark 2005 hatte der Gemeinderat folgende Verteilung: 13 ÖVP, 1 FPÖ und 1 SPÖ.[6]
- Mit den Gemeinderatswahlen in der Steiermark 2010 hatte der Gemeinderat folgende Verteilung: 12 ÖVP, 2 SPÖ und 1 FPÖ.[7]
- Mit den Gemeinderatswahlen in der Steiermark 2015 hatte der Gemeinderat folgende Verteilung: 9 ÖVP, 4 ZLG–Zukunftsliste Großsteinbach, 1 FPÖ und 1 SPÖ.[8]
- Mit den Gemeinderatswahlen in der Steiermark 2020 hatte der Gemeinderat folgende Verteilung: 13 ÖVP, 1 FPÖ und 1 SPÖ.[9]
- Mit den Gemeinderatswahlen in der Steiermark 2025 hat der Gemeinderat folgende Verteilung: 12 ÖVP und 3 FPÖ.[10]

### Bürgermeister
- 2003–2019 Josef Rath (ÖVP)
- seit 2019 Manfred Voit (ÖVP)[11]

### Wappen
Das Wappen wurde der Gemeinde mit Wirkung vom 1. August 1966 von der Steiermärkischen Landesregierung verliehen. Es symbolisiert das Vergangene und das Ewige. Die Blasonierung lautet:
„In einem blauen Schild mit silbernem gezinnten und gequaderten Schildfuß eine von Silber und Rot geschachte schwebende Glockenblume.“
Mit der Zinnenmauer wird auf einen Bericht im Herbersteiner Hand-Urbar (Grundbuch) von 1605 Bezug genommen. Dieser besagt, dass im Gemeindegebiet einst ein Schlössl gestanden haben soll: „Ein abgeördetes Hölzl liegt im Steinbach, genannte Hausgraben, herinnerhalb der Kirchn, da etwan ein Schlößl gestanden.“ Die Schachblume, die streng geschützt ist und in der Steiermark fast ausschließlich im Gebiet von Großsteinbach vorkommt, soll das Ewige darstellen.

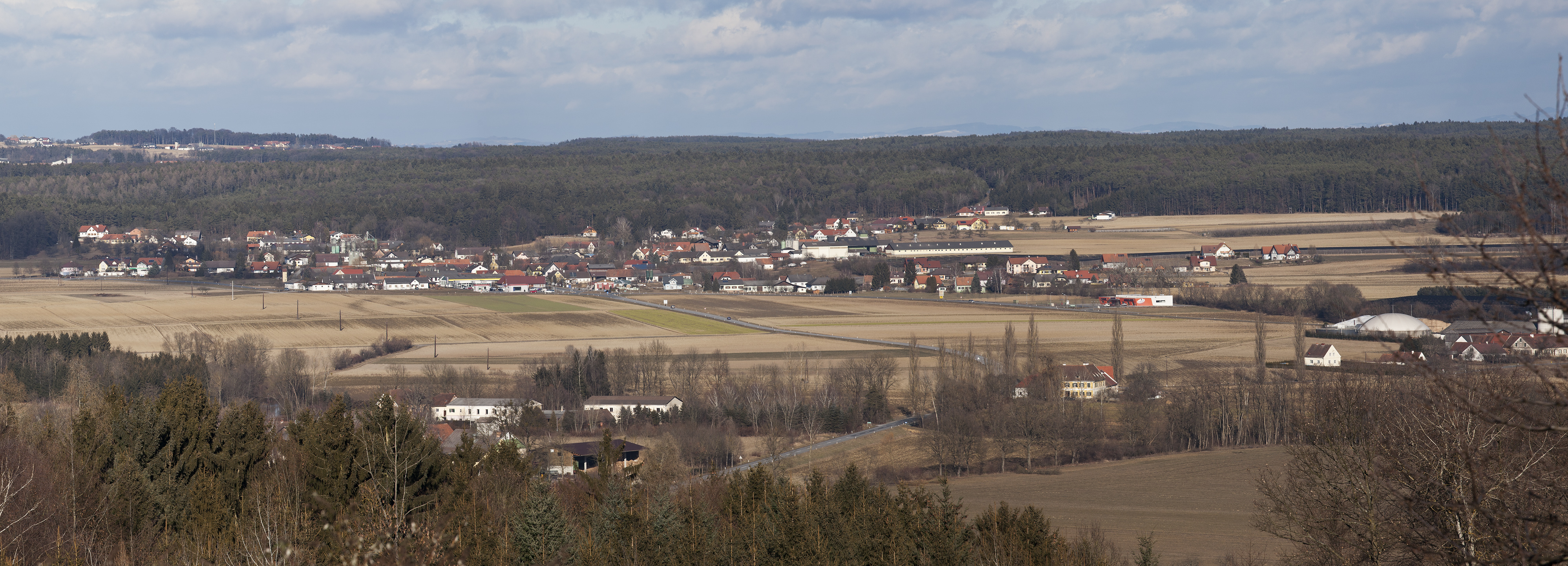
Großhartmannsdorf von Südwesten

### Gemeindepartnerschaften
Die Gemeinde Großsteinbach unterhält seit dem 24. Juni 2005 eine Partnerschaft mit der bayrischen Gemeinde Obersinn. Die Schachblume gilt als verbindendes Element. Die Partnerschaft wird durch Besuche im Zwei–Jahres–Takt gepflegt. Initiatoren der Partnerschaft waren Josef Rath (Großsteinbach) und Richard Stengelein (Obersinn).

## Persönlichkeiten

### Söhne und Töchter
- Michael Josef Maister (1629–1696), Propst von Stift Pöllau
- Johann Neuner (* 1867 in Großsteinbach; † 1931), Komponist[14]
- Der Fußballprofi Christian Falk (* 1. April 1987), derzeit bei Rot-Weiß Erfurt (3. Deutsche Fußball-Liga) stammt aus Kroisbach.

### Ehrenbürger (seit der Gemeindezusammenlegung im Jahr 1968)
- 1972 Karl Eberl, Bürgermeister
- 1972 Hugo Stitz, Pfarrer
- 1972 Anton Peindl, Ökonomierat
- 1973 Friedrich Niederl, Landeshauptmann
- 1973 Josef Schrammel, Landtagsabgeordneter
- 1977 Josef Krainer, Landesrat
- 1979 Anton Pelzmann, Landesrat
- 1982 Anton Schweighofer
- 1984 Karl Sturm, Direktor der Volksschule
- 1988 Hermann Schaller, Landesrat
- 1988 Franz Rossmann, Direktor
- 1994 Karl Weber, Bürgermeister
- 1996 Hildegard Mild, Gemeindesekretärin
- Alfred Ackerl, Bürgermeister